# William R. Moses
William Remington Moses (Los Angeles, 17 novembre 1959) è un attore statunitense.

## Biografia
Figlio dell'attrice Marian McCargo e dell'uomo di affari Richard Cantrell Moses Sr. 
I genitori divorziarono quando era ancora bambino e la madre si risposò con Alphonso E. Bell Jr. nel 1970. Alphonso è un politico, membro del Congresso della California. 
L'attività di attore venne per caso con una pubblicità della Sprite. Successivamente la grande occasione si presentò con il film Choices del 1981, che segna il suo debutto. Venne subito notato e scritturato per il serial Falcon Crest dove per 5 stagioni dal 1981 al 1986 interpretò il ruolo di Cole Gioberti (forse il suo ruolo più famoso).
Nel 1987 sull'isola di Catalina sposò Tracy Nelson, la figlia di Ricky Nelson musicista rock, dalla quale ebbe una bambina Remington Elizabeth nata nell'agosto del 1992. 
Nel 1989, dopo varie comparsate come guest star in diverse produzioni, partecipò alla serie di film per la televisione Perry Mason nel ruolo dell'avvocato investigatore Ken Malansky, sino al termine della serie stessa nel 1995. Inoltre ha interpretato il ruolo di Keith Gray in dieci episodi di Melrose Place.
Nel 1997 divorziò dalla moglie e nel 2002 si sposò con Sarah dalla quale ebbe una figlia: Grace. 
Dal 2000 in avanti ha partecipato a varie produzioni televisive come guest star e cinematografiche a basso costo. Dal 2005 è impegnato nel set dei film per la televisione della serie Jane Doe con l'attrice Lea Thompson e Joe Penny. Attualmente vive in California.

## Filmografia

### Cinema
- Choices, regia di Silvio Narizzano (1981)
- Un'aliena al centro della Terra (Alien from L.A.), regia di Albert Pyun (1988)
- Mystic Pizza, regia di Donald Petrie (1988)
- Fun, regia di Rafal Zielinski (1994)
- Morte apparente (Almost Dead), regia di Ruben Preuss (1994)
- Doppia rivelazione (Double Exposure), regia di Claudia Hoover (1993)
- Il verdetto della paura (Trial by Jury), regia di Heywood Gould (1994)
- Morte in corsia (The Nurse), regia di Robert Malenfant (1997)
- Il prezzo dell'amore (The Price of Kissing), regia di Vince DiPersio (1997)
- La catena del male (Wicked), regia di Michael Steinberg (1998)
- 75 Degrees in July, regia di Hyatt Bass (2000)
- Le due facce di un assassino (Alone with a Stranger), regia di Peter Liapis (2000)
- The Cactus Kid, regia di Don Ashley (2000)
- The Painting, regia di Peter Manoogian e Joshua D. Rose (2001)
- La maledizione dell'impiccato (Hangman's Curse), regia di Rafal Zielinski (2003)
- Buon compleanno, Jack! (Christmas Child), regia di Bill Ewing e Bart Gavigan (2004)
- The Derby Stallion, regia di Creig Clyde (2005)
- Jane Doe: How to Fire Your Boss, regia di James A. Contner (2007)

### Televisione
- Falcon Crest – serie TV, 140 episodi (1981-1987)
- Fantasilandia (Fantasy Island) – serie TV, episodio 6x02 (1982)
- Love Boat (The Love Boat) – serie TV, 5 episodi (1983-1986)
- Detective per amore (Finder of Lost Loves) – serie TV, episodio 1x01 (1984)
- Glitter – serie TV, episodio 1x06 (1984)
- Hotel – serie TV, episodio 4x13 (1987)
- La signora in giallo (Murder, She Wrote) – serie TV, episodio 5x05 (1988)
- Le inchieste di Padre Dowling (Father Dowling Mysteries) – serie TV, episodio 1x06 (1989)
- Perry Mason: Arringa finale (Perry Mason: The Case of the Lethal Lessons), regia di Christian I. Nyby II – film TV (1989)
- Perry Mason: Partitura mortale (Perry Mason: The Case of the Musical Murder), regia di Christian I. Nyby II – film TV (1989)
- Ricordi di guerra (War and Remembrance) – miniserie TV, episodi 1-8-12 (1988)
- Perry Mason: Campioni senza valore (Perry Mason: The Case of the All-Star Assassin), regia di Christian I. Nyby II – film TV (1989)
- Rock Hudson, regia di John Nicolella – film TV (1990)
- Perry Mason: Furto d'autore (Perry Mason: The Case of the Poisoned Pen), regia di Christian I. Nyby II – film TV (1990)
- Perry Mason: Crimini di guerra (The Case of the Desperate Deception), regia di Christian I. Nyby II – film TV (1990)
- Perry Mason: Morte a tempo di rock (Perry Mason: The Case of the Silenced Singer), regia di Ron Satlof – film TV (1990)
- Perry Mason: Una ragazza intraprendente (Perry Mason: The Case of the Defiant Daughter), regia di Christian I. Nyby II – film TV (1990)
- Perry Mason: Va in onda la morte (Perry Mason: The Case of the Ruthless Reporter), regia di Christian I. Nyby II – film TV (1991)
- Perry Mason: Omicidio sull'asfalto (Perry Mason: The Case of the Maligned Mobster), regia di Ron Satlof – film TV (1991)
- Perry Mason: La bara di vetro (Perry Mason: The Case of the Glass Coffin), regia di Christian I. Nyby II – film TV (1991)
- Perry Mason: Scandali di carta (Perry Mason: The Case of the Fatal Fashion), regia di Christian I. Nyby II – film TV (1991)
- Perry Mason: L'arte di morire (Perry Mason: The Case of the Fatal Framing), regia di Christian I. Nyby II – film TV (1992)
- Perry Mason: Morte di un dongiovanni (Perry Mason: The Case of the Reckless Romeo), regia di Christian I. Nyby II – film TV (1992)
- Perry Mason: Fiori d'arancio (Perry Mason: The Case of the Heartbroken Bride), regia di Christian I. Nyby II – film TV (1992)
- Melrose Place – serie TV, 11 episodi (1992-1993)
- Perry Mason: Elisir di morte (Perry Mason: The Case of the Skin-Deep Scandal), regia di Christian I. Nyby II – film TV (1993)
- Perry Mason: L'ospite d'onore (Perry Mason: The Case of the Telltale Talk Show Host), regia di Christian I. Nyby II – film TV (1993)
- Perry Mason: Il bacio che uccide (Perry Mason: The Case of the Killer Kiss), regia di Christian I. Nyby II – film TV (1993)
- Perry Mason: Poker di streghe (A Perry Mason Mystery: The Case of the Wicked Wiwes), regia di Christian I. Nyby II – film TV (1993)
- Perry Mason: Serata con il morto (A Perry Mason Mystery: The Case of the Lethal Lifestyle), regia di Helaine Head – film TV (1994)
- La casa sulla scogliera (The Haunting of Seacliff Inn), regia di Walter Klenhard – film TV (1994)
- Perry Mason: dietro la facciata (A Perry Mason Mystery: The Case of the Grimacing Governor), regia di Max Tash – film TV (1994)
- Perry Mason: Il caso Jokester (A Perry Mason Mystery: The Case of the Jealous Jokester), regia di Vincent McEveety – film TV (1995)
- Circumstances Unknown, regia di Robert Michael Lewis – film TV (1995)
- Hope & Gloria – serie TV, episodio 2x01 (1995)
- Le nuove avventure di Flipper (Flipper) – serie TV, episodi 1x05-1x06 (1995)
- Il tocco di un angelo (Touched by an Angel) – serie TV, episodi 2x11-9x13 (1995-2003)
- Evil Has a Face, regia di Rob Fresco – film TV (1996)
- Madre senza colpa (She Woke Up Pregnant), regia di James A. Contner – film TV (1996)
- The Cold Equations, regia di Peter Geiger – film TV (1996)
- Una moglie non si arrende (To Love, Honor and Deceive), regia di Michael W. Watkins – film TV (1996)
- Tra le braccia del nemico (Man of Her Dreams), regia di Martin Kitrosser – film TV (1997)
- Saranno famosi a Los Angeles (Fame L.A.) – serie TV, 21 episodi (1997-1998)
- Un desiderio è un desiderio (Emma's Wish), regia di Mike Robe – film TV (1998)
- Trovate mia figlia! (Vanished Without a Trace), regia di Douglas Barr – film TV (1999)
- L.A. Doctors – serie TV, episodio 1x22 (1999)
- JAG - Avvocati in divisa (JAG) – serie TV, episodi 4x14-8x07 (1999-2002)
- Rischio mortale (Chain of Command), regia di John Terlesky – film TV (2000)
- Stolen from the Heart, regia di Bruce Pittman – film TV (2000)
- La verità nascosta (Missing Pieces), regia di Carl Schenkel – film TV (2000)
- Una moglie perfetta (The Perfect Wife), regia di Don E. FauntLeRoy – film TV (2001)
- La testimonianza di una madre (A Mother's Testimony), regia di Julian Chojnacki – film TV (2001)
- Ally McBeal – serie TV, episodio 4x17 (2001)
- Vivendo nella paura (Living in Fear), regia di Martin Kitrosser – film TV (2001)
- Il marito della sua migliore amica (Her Best Friend's Husband), regia di Waris Hussein – film TV (2002)
- Crossing Jordan – serie TV, episodi 2x04-4x21 (2002-2005)
- Settimo cielo (7th Heaven) – serie TV, episodi 7x19-7x20 (2003)
- Un caso senza soluzione (Mystery Woman), regia di Walter Klenhard – film TV (2003)
- NCIS - Unità anticrimine (NCIS) – serie TV, episodi 1x03-17x13 (2003-2020)
- Tru Calling – serie TV, episodio 1x13 (2004)
- Jane Doe: doppio inganno (Jane Doe: Vanishing Act), regia di James A. Contner – film TV (2005)
- Jane Doe: la dichiarazione d'indipendenza (Jane Doe: Now You See It, Now You Don't), regia di Armand Mastroianni – film TV (2005)
- Jane Doe: tradimento (Jane Doe: Til Death Do Us Part), regia di Armand Mastroianni – film TV (2005)
- Jane Doe: il rapimento (Jane Doe: The Wrong Face), regia di Mark Griffiths – film TV (2005)
- Tradimento e vendetta (A Lover's Revenge), regia di Douglas Jackson – film TV (2005)
- Cold Case - Delitti irrisolti (Cold Case) – serie TV, episodio 3x08 (2005)
- Jane Doe: Yes, I Remember It Well, regia di Armand Mastroianni – film TV (2006)
- Jane Doe: Battuta di pesca (Jane Doe: The Harder They Fall), regia di Lea Thompson – film TV (2006)
- Il gioco della mantide (The Perfect Marriage), regia di Douglas Jackson – film TV (2006)
- Tale madre, tale figlia (Like Mother, Like Daughter), regia di Robert Malenfant – film TV (2007)
- Jane Doe - Alibi di ferro (Jane Doe: Ties That Bind), regia di James A. Contner – film TV (2007)
- Il passato di una sconosciuta (While the Children Sleep), regia di Russell Mulcahy – film TV (2007)
- CSI: Miami – serie TV, episodio 6x10 (2007)
- Jane Doe - Furto al museo (Jane Doe: Eye of the Beholder), regia di Lea Thompson – film TV (2008)
- Ghost Whisperer - Presenze (Ghost Whisperer) – serie TV, episodio 4x04 (2008)
- Bones – serie TV, episodio 4x10 (2008)
- Senza traccia (Without a Trace) – serie TV, episodio 7x10 (2008)
- The Forgotten – serie TV, episodio 1x12 (2010)
- Big Love – serie TV, episodio 4x06 (2010)
- Castle – serie TV, episodio 2x23 (2010)
- The Glades – serie TV, episodio 1x05 (2010)
- CSI - Scena del crimine (CSI: Crime Scene Investigation) – serie TV, episodio 11x06 (2010)
- La vita segreta di una teenager americana (The Secret Life of the American Teenager) – serie TV, 8 episodi (2010-2012)
- The Mentalist – serie TV, episodio 4x21 (2012)
- Major Crimes – serie TV, episodio 1x08 (2012)
- King & Maxwell – serie TV, episodio 1x03 (2013)
- Mind Games – serie TV, episodio 1x05 (2014)
- Il seme della follia (Killing Daddy), regia di Curtis Crawford – film TV (2014)
- Mad Men – serie TV, episodio 7x11 (2015)
- Homeland - Caccia alla spia (Homeland) – serie TV, episodio 5x03 (2015)
- Grey's Anatomy – serie TV, episodio 12x15 (2016)
- American Horror Story – serie TV, episodio 6x06 (2016)
- Chicago Med – serie TV, episodio 2x18 (2017)
- Doubt - L'arte del dubbio (Doubt) – serie TV, episodio 1x06 (2017)
- The Good Doctor – serie TV, episodio 1x16 (2018)
- Le regole del delitto perfetto (How to Get Away with Murder) – serie TV, 14 episodi (2019-2020)
- The Orville – serie TV, episodio 3x07 (2022)

## Doppiatori italiani
Nelle versioni in italiano delle opere in cui ha recitato, William R. Moses è stato doppiato da:
- Massimo Rossi in Perry Mason: Arringa finale, Perry Mason: Scandali di carta, Perry Mason: Partitura mortale, Perry Mason: Campioni senza valore, Perry Mason: Furto d'autore, Perry Mason: Crimini di guerra, Perry Mason: Morte a tempo di rock, Perry Mason: Una ragazza intraprendente, Perry Mason: Va in onda la morte, Perry Mason: Omicidio sull'asfalto, Perry Mason: La bara di vetro, Perry Mason: L'arte di morire, Perry Mason: Morte di un dongiovanni, Perry Mason: Fiori d'arancio, Perry Mason: Elisir di morte, Perry Mason: L'ospite d'onore, Perry Mason: Il bacio che uccide, Perry Mason: Poker di streghe, Perry Mason: Serata con il morto, Perry Mason: dietro la facciata, Perry Mason: Il caso Jokester, The Glades
- Antonio Sanna in Falcon Crest (st. 2-5), Saranno famosi a Los Angeles, Le regole del delitto perfetto
- Fabrizio Pucci in Le due facce di un assassino, Tru Calling, Castle
- Giorgio Locuratolo in La libreria del mistero, Jane Doe, Mad Men
- Francesco Prando in Ghost Whisperer - Presenze, American Horror Story
- Massimo Lodolo in Melrose Place, JAG - Avvocati in divisa
- Mauro Gravina in Cold Case - Delitti irrisolti, Il seme della follia
- Luca Ward ne Il verdetto della paura
- Teo Bellia in Falcon Crest (st. 1)
- Angelo Maggi in La signora in giallo
- Fabrizio Russotto in Rock Hudson
- Fabrizio Temperini in La casa sulla scogliera
- Tony Sansone in Madre senza colpa
- Enrico Di Troia in NCIS - Unità anticrimine (ep. 1x03)
- Alberto Angrisano in NCIS - Unità anticrimine (ep. 17x13)
- Vittorio Guerrieri in The Derby Stallion
- Massimo Rinaldi in Bones
- Stefano De Sando in CSI: Miami
- Davide Marzi in CSI - Scena del crimine
- Valerio Sacco in The Mentalist
- Gaetano Varcasia in Major Crimes
- Stefano Alessandroni in Grey's Anatomy
- Stefano Benassi in The Good Doctor
- Francesco Meoni in The Orville